# Temporada de huracanes del Pacífico de 1982
La temporada de huracanes del Pacífico de 1982 es la quinta temporada de huracanes más activa en el Pacífico. Fue en ese momento la temporada más activa en la cuenca más tarde fue superado por la temporada 1992. Que oficialmente comenzó el 1 de junio de 1982, en el Pacífico Oriental, y el 1 de junio de 1982, en el Pacífico central, y se prolongó hasta el 31 de octubre de 1982 en el Pacífico central y hasta el 15 de noviembre de 1982 en el Pacífico Oriental. Estas fechas delimitan convencionalmente el período de cada año cuando la mayoría de ciclones tropicales se forman en el noreste del Océano Pacífico. En ese momento, la temporada se consideró como la temporada más activo dentro de la cuenca, sin embargo, la temporada de 1992 superó estos números.
La temporada 1982 fue un año lleno de acontecimientos. El huracán Paul mató a más de 1.000 personas antes de ser nombrado. Los Huracanes Daniel y Gilma amenazaron brevemente Hawái, mientras que el huracán Iwa causó graves daños a Kauai y Niihau. Los restos del huracán Olivia trajo fuertes lluvias a una amplia franja del oeste de Estados Unidos.

## Resumen de la Temporada
| Rank | Daños totales     | Año  |
| ---- | ----------------- | ---- |
| 1    | ≥$13.071 billones | 2023 |
| 2    | $4.64 billones    | 2013 |
| 3    | $3.15 billones    | 1992 |
| 4    | >$2.51 billones   | 2024 |
| 5    | $1.62 billones    | 2010 |
| 6    | ≥$1.577 billones  | 2018 |
| 7    | $1.52 billones    | 2014 |
| 8    | $834 millones     | 1982 |
| 9    | $760 millones     | 1998 |
| 10   | $720 millones     | 1994 |

Esta temporada tuvo veintitrés tormentas tropicales, doce huracanes, y cinco grandes huracanes. Tres tormentas tropicales y de huracanes, uno un número récord de tormentas nombradas formado en el Pacífico central. Esto fue en gran parte debido a la fuerte 1982-83 evento de El Niño, que estuvo presente durante la temporada. Sin embargo, esto fue superado en la temporada de huracanes 2015 del Pacífico con ocho tormentas.
Este es el primer año que las tormentas nombradas forman entre la fecha límite y 140 ° W se les dio nombres de la lengua hawaiana . Antes de este año, se utilizaron nombres y los números de la lista de tifones del Pacífico occidental.
Después de que este año se decidió utilizar las listas de seis años en el Pacífico Oriental, en lugar de los cuatro años. Esta es la razón por la que la lista de esta temporada es la misma que la temporada de 1978 la lista 's.

## Tormentas

### Tormenta tropical Aletta
Los orígenes de Aletta son de una perturbación tropical que se observó por primera vez el 18 de mayo cerca de 500 millas (800 kilómetros) al sursudoeste de Acapulco . El 20 de mayo, la perturbación se actualizó en una depresión tropical. Moverse al noroeste, la depresión se convirtió en tormenta tropical Aletta 36 horas más tarde. El sistema de re-curvado hacia el noreste debido a fuertes vientos del oeste en los niveles altos , alcanzando una intensidad máxima de 65 mph (100 km / h) el 23 de mayo  Poco después de su pico, la tormenta tropical Aletta comenzó a debilitarse. Sin embargo, el sistema se estabilizó brevemente en intensidad durante 30 horas antes de la reanudación de una tendencia de debilitamiento. El 25 de mayo, Aletta se desaceleró y se movió en un gran bucle en sentido horario hasta el 28 de mayo Poco después, la tormenta tropical Aletta se degradó en una depresión. La depresión tropical Aletta se disipó el 29 de mayo aproximadamente 180 millas (290 km / h) al suroeste de Acapulco.
Las bandas de lluvia externas de la tormenta tropical Aletta producen lluvias torrenciales y fuertes vientos sobre América Central durante varios días, con un pico de 57,32 en (1.456 mm) en Chinandega. El noventa por ciento de la cosecha de plátano y el 60 por ciento de la cosecha de maíz quedó totalmente destruido. En todo el país, 108 personas murieron, Alrededor de 20.000 personas se quedaron sin hogar y el daño total se estima en $ 365 millones (1982 USD); daños en carreteras, fábricas y granjas solamente superó los US $ 100 millones. En un pueblo, la tormenta dejó 270 desaparecidos y sólo 29 supervivientes. La capital de León fue la más afectada por Aletta, que fue considerado el peor desastre en el país en tres años.
Al otro lado de Honduras, 200 personas murieron y 5.000 personas se quedaron sin comida ni agua 13 comunidades. Un total de 80.000 personas estaban sin hogar. El daño total se ubicó en $ 101 millones (1982 USD). Después de la tormenta, los soldados enviados rápidamente los alimentos y médicos a por lo menos 50 comunidades en ambos países. Para evitar una epidemia de enfermedades como la fiebre tifoidea , el Ministerio de Salud inició un programa para dar a conocer las vacunas. Además, la Embajada de Estados Unidos en Honduras trató de esbozar una misión de clarificación para evaluar los daños y proporcionar alivio.

### Depresión Tropical Dos-E
Este sistema se originó como una baja en el oeste del Mar Caribe en la mañana del 27 de mayo El día siguiente se trasladó hacia el sudoeste en Guatemala con actividad tormentosa significativa, que emerge en el Golfo de Tehuantepec hacia el mediodía del 29 de mayo El 31 de mayo, se organizó lo suficiente como para ser considerada como una depresión tropical. Poco a poco debilitando el 1 de junio, ya que se mantuvo casi estacionario, el sistema se disipó en el Golfo de Tehuantepec, el 4 de junio.

### Depresión Tropical Tres-E
Este ciclón se formó así al oeste-suroeste de México el 12 de junio La depresión recurved lentamente debido a un bajo nivel superior se encuentra bien a su norte-noroeste. Para el 15 de junio de cizalladura vertical del viento había pasado factura y el sistema se disipó alrededor de 300 millas (500 km) al norte de donde se formó.

### Tormenta tropical Bud
El 15 de junio de este ciclón formado alrededor de 460 millas (740 kilómetros) al suroeste de Acapulco. A la deriva al oeste-noroeste, rápidamente se fortaleció en una tormenta tropical. Los vientos máximos sostenidos alcanzaron un máximo cercano al 50 mph (80 km / h) a última hora del 15 de junio Volviendo al sur de rumbo oeste, cizalladura vertical del viento se debilitó Bud, con el ciclón de disiparse por la mañana de 17 de junio cerca de 23 millas (370 kilómetros) al norte-noroeste de la isla de Clipperton.

### Depresión Tropical Cinco-E
A última hora del 16 de junio de convección profunda organizada en el Golfo de Tehuantepec en una depresión tropical. Transcribir un pequeño bucle en sentido horario, el sistema se movía al oeste-noroeste. Interacción con México probablemente jugó un papel en su debilitamiento como la temperatura del agua en el marco del sistema fueron nunca por debajo de 82 °F (28 °C). El sistema se disipó cerca de 90 millas (150 km) al sur de Puerto Ángel en la mañana del 19 de junio.

### Tormenta tropical Carlotta
Una onda tropical atravesó América Central el 26 de junio de crear una zona de tormentas justo dentro de la zona tropical del Pacífico oriental por la mañana. Giro ciclónico era evidente por la noche del 30 de junio, mientras que se encuentra más o menos 350 millas (550 kilómetros) al sur de Manzanillo como el sistema continuó hacia el oeste. Poco a poco girando al noroeste, el sistema se ha actualizado a una depresión tropical en los comienzos el 1 de julio y una tormenta tropical al caer la noche. Los vientos máximos sostenidos aumentaron a 60 mph (97 km / h) para el mediodía de julio 3. Cada vez más al suroeste flujo de niveles superiores se volvió Carlotta más hacia el norte en aguas más frías, haciendo que el ciclón para recuperar el estatus de depresión tropical en la tarde del 4 de julio, en última instancia, disipando al suroeste de Cabo San Lucas la noche siguiente. 

### Depresión Tropical Siete-E
El sistema formado entre la tormenta tropical Carlotta y las islas de Hawái en la noche del 2 de julio recurvo lentamente hacia el norte y noreste, el sistema entró en aguas más frías y se disipó alrededor de 100 millas (160 kilómetros) al norte de donde se formó por la tarde del 3 de julio.

### Huracán Daniel
La depresión tropical Ocho-E formó al sur de México el 7 de julio Hacia el oeste-noroeste, el ciclón se intensificó lentamente en una tormenta tropical alrededor del mediodía del 8 de julio antes de convertirse en un huracán última hora de la tarde del 9 de julio Daniel alcanzó una intensidad máxima de 115 mph (185 km / h) temprano en la mañana del 11 de julio, un centenar de millas al suroeste algunos de Manzanillo, México. A medida que la tormenta se movió hacia el oeste, se debilita poco a poco. Daniel recuperó la condición de tormenta tropical durante la noche del 14 de julio de entrar en la cuenca del Pacífico Central como una tormenta tropical debilitamiento en la mañana del 16 de julio Daniel conservó la intensidad de tormenta tropical para los próximos días antes de debilitarse en una depresión tropical alrededor de 280 millas (450 km) al suroeste al sur de la Isla grande de Hawái, siendo cortado por el mismo vaguada en altura que causó la disipación de Emilia unos días antes. Daniel se volvió hacia el norte, y el 22 de julio, se disipó en el canal Alenuihaha entre Maui y la Isla Grande de Hawái.

### Tormenta tropical Emilia
La depresión tropical Nueve-E desarrolló cerca de 10.0 ° N 136.5 ° W en la mañana del 12 de julio Intensificación, el ciclón se convirtió en una tormenta tropical ese mismo día. Emilia movió hacia el oeste alrededor de 13 mph (21 km / h) y entró en la cuenca del Pacífico Central en la noche del 12 de julio Durante el día siguiente, la tormenta se movía al oeste-noroeste, alcanzando vientos máximos sostenidos de 65 mph (105 km / h). Una vaguada en altura hacia el oeste se debilitó Emilia rápidamente debido a la cizalladura vertical del viento, y el ciclón se debilitó a depresión tropical el estado temprano en la mañana del 15 de julio de disipación de la depresión tropical se ha señalado por la tarde.

### Depresión Tropical Diez-E
Al este de Daniel, se formó una depresión tropical en la tarde del 13 de julio unos pocos cientos de millas al oeste-suroeste de Manzanillo. El sistema se movió hacia el oeste y se debilitó a partir de entonces, disipando aproximadamente 200 millas al oeste (320 km) de donde se había formado por la tarde del 14 de julio.

### Depresión Tropical Once-E
Una perturbación tropical fue descubierto alrededor de 650 millas (930 kilómetros) al suroeste de Acapulco el 12 de julio por la tarde del 15 de julio de giro ciclónico era evidente y el sistema se ha actualizado a una depresión tropical. Mover vacilante hacia el oeste-noroeste, el sistema se debilitó, disipando unos pocos cientos de millas al oeste-noroeste de donde se había formado.

### Huracán Fabio
El ciclón desarrollado como una depresión tropical al sureste de Manzanillo el 17 de julio Durante el próximo par de días, se fortaleció rápidamente en un huracán mientras se desplazaba al noroeste, con un pico de intensidad con vientos de 75 mph (121 km / h). Debilitamiento gradual ocurrió como Fabio viró hacia el oeste a lo largo del paralelo 19 de norte a aguas más frías, con el tiempo de disipación de la tarde del 24 de julio.

### Huracán Gilma
Depresión Tropical Trece-E se formó cerca de 9.5 ° N 117 ° 30 'W y se movió ligeramente al norte del oeste. Condición de tormenta tropical se alcanzó cerca del mediodía el 26 de julio, y el ciclón cruzó el umbral de la fuerza de un huracán tarde en la noche del 27 de julio el mediodía del 29 de julio de Gilma alcanzó una intensidad máxima de 125 mph (200 km / h) bien a al este-sureste de Hawái. El ciclón se debilitó y se aceleró su movimiento hacia el oeste-noroeste, cruzando hacia la cuenca del Pacífico Central como un huracán de categoría uno muy temprano el 30 de Gilma se degradó a tormenta tropical al final de la mañana del 30 de julio, y una depresión tropical temprano en la mañana del 1 de agosto como la circulación pasó de 50 millas (80 km) al sur de south Point. El ciclón se disipó tarde el 1 de agosto, ya que pasó de 200 millas (300 kilómetros) al sur de Kauai.

### Huracán Héctor
El 23 de julio, una onda tropical se movió frente a la costa de Colombia. La convección relacionada movía hacia el oeste a lo largo 20 mph (32 km / h). Por la tarde del 27 de julio, el sistema más lento su movimiento hacia adelante. A la noche siguiente, una depresión tropical organizada dentro de la actividad tormentosa bien al sur de Baja California . Reforzando constantemente, como Héctor se convirtió en una tormenta tropical en la mañana del 29 de julio y un huracán para el mediodía del 30 de julio Una combinación de cizalladura vertical del viento y las aguas más frías por delante del ciclón llevado a su tendencia de debilitamiento, que aceleró el 1 de agosto Se debilitado a tormenta tropical en la mañana del 2 de agosto y para una depresión poco después cuando se encontraba a mitad de camino entre las islas de Hawái y el sur de Baja California. 

### Tormenta tropical Iva
Una perturbación tropical se descubrió 300 millas (460 kilómetros) al sur de Acapulco el 31 de julio Hacia el oeste-noroeste, que alcanzó la categoría de depresión tropical de la noche y el estatus de tormenta tropical el 2 de agosto, mientras que 800 millas (1340 kilómetros) al oeste-suroeste de Acapulco. Noreste de cizallamiento nivel superior parece haber sido la némesis de Iva, ya que el sistema se debilitó en una depresión tropical en la tarde del 3 de agosto como se vio al oeste-suroeste. La depresión mantiene la fuerza de otros varios días antes de disiparse bien este-suroeste de Hilo, Hawái , en la mañana del 8 de agosto.

### Huracán John
La depresión tropical Dieciséis-E formó el 3 de agosto en el este del Pacífico entre Hawái y México. El sistema se intensificó en una tormenta tropical al mediodía 4 de agosto, y un huracán en la mañana del 5 de agosto John alcanzó una intensidad máxima de 115 mph (185 km / h), ya que se trasladó a la cuenca del Pacífico Central el 6 de agosto Debilitamiento comenzado el 7 de agosto debido a la cizalladura vertical del viento del oeste causada por mid-oceanic semipermanente la vaguada en altura, y John se debilitó a tormenta tropical en la noche del 8 de agosto pasó por una depresión tropical alrededor de 180 millas (290 kilómetros) al sur de la isla de Hawái , y se disipó la tarde del 10 de agosto al suroeste de Hawái.

### Huracán Kristy
La depresión tropical Diecisiete-E formado por mediodía del 8 de agosto en el Pacífico Oriental. La baja se trasladó al oeste, se intensificó, y se convirtió en la tormenta tropical Kristy antes de la medianoche, y un huracán antes de la medianoche en la noche del 9 de agosto debilitamiento, ya que entró en el Pacífico Central, Kristy recuperó la condición de tormenta tropical tarde el 10 de agosto mientras se mueve hacia el oeste al sur de a una rápida 30 mph (48 km / h). Como se ralentizó y se giró al noroeste, Kristy comenzó a restrengthen. Intensidad de los huracanes se alcanzó de nuevo en la tarde del 13 de agosto Al mediodía del 14 de agosto, el ciclón pasó de 250 millas (400 km) al sur de South Point, Hawái. Los vientos del oeste en altura más lento movimiento hacia adelante de Kristy abajo adicionalmente, y Kristy se debilitó en una tormenta tropical el 15 de agosto En cuanto más al oeste con el flujo del viento de bajo nivel, el ciclón se degradó a depresión tropical antes del mediodía del 16 de agosto y se disiparon que noche al suroeste de Hawái.

### Tormenta tropical Lane
La perturbación de origen de este sistema surgió fuera de San José de Costa Rica el 4 de agosto y se consolida poco a poco. Por la tarde del 8 de agosto, la depresión tropical E-Dieciocho desarrolló bien al sur de Cabo San Lucas. A la mañana siguiente se había continuado fortaleciendo en una tormenta tropical. Los vientos máximos sostenidos alcanzaron 60 mph (97 km / h), ya que continúa moviéndose hacia el oeste-noroeste. Cizalladura vertical del viento alcanzó Lane, el 10 de agosto, lo que llevó a un debilitamiento. Se debilitó a depresión tropical la tarde del 11 de agosto, pero estallidos esporádicos de tormenta cerca del centro mantuvo vivo el sistema durante unos cuantos días. Disipación se produjo en la tarde del 14 de agosto, ya que cruzó el oeste del meridiano 140°.

### Huracán Miriam
La depresión tropical Diecinueve-E formó el 29 de agosto un par de cientos de millas al suroeste de Manzanillo, México. La depresión se desplazó hacia el oeste-noroeste, intensificándose en una tormenta tropical antes del mediodía del 30 de agosto y un huracán para el mediodía de agosto de intensidad 31. Pico de 90 mph (145 km / h) fue alcanzado durante la madrugada del 1 de septiembre Para la próxima par de días, Miriam se mantuvo sin cambios en la fuerza. Por la tarde del 3 de septiembre de una tendencia de debilitamiento se realizó a medida que pasaba en el Pacífico central en la tarde del 4 de septiembre Esquila separados poco después, la baja se movió hacia el noroeste y se debilitó a depresión tropical bien al este de Hawái en la mañana del 5 de septiembre fue a la deriva hacia el norte, y se convirtió en una baja no tropical para septiembre 6. El ciclón se observó última cerca de 30 ° N 149 ° W, continuando su viaje hacia el norte.

### Tormenta tropical Akoni
La depresión tropical Uno-C formado a lo largo del extremo oriental del canal de la monzón del oeste del Pacífico el 30 de agosto cerca de 700 millas (1120 kilómetros) al este de la Línea Internacional del Tiempo, bien al oeste-suroeste de Hawái. Moviendo lentamente hacia el oeste, el sistema se intensificó rápidamente en una tormenta tropical al mediodía y fue nombrado Akoni. El nombre "Akoni" es la abreviatura de Anakoni , que es hawaiano para " Anthony ". Los vientos máximos sostenidos aumentaron a 60 mph (97 km / h) finales el 31 de agosto como Akoni trasladó cerca de la nave Nana Lolo unos pocos cientos de millas al este de la línea de fecha internacional. Una vaguada en altura hacia el noroeste establece Akoni en una curva de debilitamiento, y el ciclón disminuye a depresión tropical en la tarde del 1 de septiembre al moverse con el flujo de bajo nivel. La depresión debilitamiento pasó la línea de fecha internacional en el Pacífico occidental en la mañana del 2 de septiembre Akoni fue la primera tormenta para recibir un nombre de la moderna lista de nombres de los ciclones tropicales del Pacífico Central. 

### Huracán Norman
Cizalladura del nordeste frenó el desarrollo de la depresión tropical que se formó inicial en Norman. Fortalecimiento comenzó en serio el 11 de septiembre, y el ciclón se convirtió en una tormenta tropical, y después de un huracán a principios de septiembre de 13. Los vientos máximos sostenidos alcanzó cerca de 95 mph (153 km / h) antes de septiembre 15. Un canal de latitudes medias se atrincheraron desde el norte, lo que debilita la cresta norte de Norman y que conduce a un movimiento hacia el norte. Aumento de la cizalladura vertical del viento y las aguas más frías debilitaron el huracán, con la disipación se produce justo al oeste de Baja California el 18 de septiembre El 17 de septiembre y el 18, la humedad de la lluvia dispersa Norman llevó a California y Arizona.

### Depresión Tropical Veintiuno-E
Una depresión tropical se formó bien este-sureste de Hawái a última hora del 10 de septiembre en movimiento en aguas más frías poco después de la formación, la depresión disipada por la siguiente noche cerca de 14 ° N 134 ° W.

### Tormenta tropical Ema
Un área de convección se formó cerca de 15 ° N 140 ° W y el 15 de septiembre, una depresión tropical se había formado dentro de la actividad de tormentas eléctricas. Fortalecimiento a medida que avanzaba lentamente hacia el norte-noreste, el ciclón se convirtió en una tormenta tropical tarde ese día. Ema se convirtió estacionaria entre la mañana del 16 de septiembre y 17 de septiembre, antes de reanudar su rumbo norte-noreste. Su intensidad máxima fue 45 mph (72 km / h). Cizalladura del nivel superior se debilitó el sistema en una depresión tropical antes del mediodía del 18 de septiembre a su paso por el meridiano 140° Oeste de nuevo en el Pacífico Oriental cerca del norte paralelo 20 , la depresión se disipó.

### Tormenta tropical Hana
Un área de tormentas eléctricas guisado al sur de las islas de Hawái durante varios días. Para el 15 de septiembre, se había organizado en la depresión tropical Tres-C, y rápidamente se convirtió en una tormenta tropical que tarde. El ciclón se desplazó hacia el noroeste por un día antes de disminuir a un rastreo para el día siguiente. El ciclón se debilitó y volvió al suroeste en una depresión tropical debido a la cizalladura vertical del viento. Se disipó al suroeste de Hawái cerca de 13 ° N 162 ° W a última hora del 18 de septiembre.

### Huracán Olivia
Informes de buques indicaron que una depresión tropical se había formado alrededor de 400 millas (640 kilómetros) al sursudoeste de Acapulco hacia el mediodía del 18 de septiembre El sistema deriva norte-noroeste, convirtiéndose en una tormenta tropical esa noche. Unas 24 horas más tarde, Olivia se convirtió en un huracán. La rápida intensificación continuó, y Olivia alcanzó una intensidad máxima de 130 mph (210 km / h) vientos alrededor del mediodía 21 de septiembre de convertirse en la tormenta más fuerte de la temporada. Al día siguiente, aguas abajo del ciclón tropical comenzó a enfriarse cuando el huracán ganó aumentar la latitud mar adentro México. Al mediodía el 23 de septiembre, el ciclón se debilitó en una tormenta tropical al oeste de Baja California. Flujo suroeste fuerte para su precipitación norte propagación a través del oeste de los Estados Unidos en el sudoeste de Canadá. El ciclón se debilitó a depresión tropical alrededor de 500 millas (800 km) al suroeste de San Diego y la escasa superficie de disipación fue visto por última vez el 25 de septiembre alrededor de 250 millas (400 kilómetros) al oeste-suroeste de San Diego.
La fuerte lluvia en California acabó con la mitad de la cosecha de pasas, una cuarta parte de la cosecha de vino, y la décima parte de la cosecha de tomate. Restos de Olivia trajeron totales de lluvia de más de 7 pulgadas (177 mm) de California y el norte de Utah en su interacción con un sistema de nivel superior fuerte y la topografía local. La precipitación a partir de esta tormenta ha contribuido en gran medida a la precipitación mensual récord en Salt Lake City, Utah, de 7,04 in (179 mm). Estas lluvias resultaron en pérdidas generalizadas, principalmente de la agricultura, que asciende a $ 325 millones (1982 USD).

### Huracán Paul
La perturbación precursor de Paul originó a partir de un área de baja presión barométrica y desorganizados tormentas eléctricas , que fue observado por primera vez cerca de la costa del Pacífico de Honduras el 15 de septiembre Cinco días más tarde, el EPHC clasificó como Depresión Tropical Veintidós. La depresión viró hacia el norte y luego se trasladó al interior cerca de la frontera El Salvador-Guatemala, y se disipó por tierra. Los restos de la depresión Volvieron hacia el oeste, hacia atrás sobre las aguas abiertas del Pacífico, regenerando brevemente en una depresión tropical. La depresión de nuevo degeneró en una vaguada abierta el 22 de septiembre Dos días más tarde, Paul regeneró por tercera vez. Se organizó gradualmente en una tormenta tropical a las 0000 UTC 25 de septiembre Dos días más tarde, Pablo se convirtió en un huracán y se volvió hacia el norte. A medida que la tormenta se acercaba a Baja California Sur, alcanzó la categoría 2 intensidad. El 29 de septiembre, el huracán cruzó Baja California Sur en el momento de mayor intensidad. Después de debilitar ligeramente en el interior, Paul tocó tierra cerca de final de Los Mochis antes de disiparse rápidamente por tierra.
La depresión tropical que más tarde se convirtió en Paul produjo el peor desastre natural en El Salvador desde 1965. Un total de 761 personas murieron 312 de los cuales ocurrió en San Salvador, que también sufrieron los daños más graves. Acerca de 25.000-30.000 personas quedaron sin hogar. Gran parte de San Salvador quedó sumergida por las aguas de hasta 8 pies (2,4 m) de altura, e incluso después de la recesión de sus cientos de casas quedaron enterrados bajo los árboles, escombros, y 10 pies (3,0 m) de lodo. En total, daños a la propiedad de la tormenta ascendió a $ 100 millones (US $ 1.982) en el país; pérdidas económicas se estimaron en $ 280 millones (1982 USD). daños a los cultivos era un valor de $ 250 millones.
En Guatemala, las catastróficas inundaciones generalizadas afirmaron 615 vidas y dejó a otros 668 desaparecidos. Más de 10.000 personas se quedaron sin hogar como Los 200 comunidades fueron aislados de las zonas circundantes. En general, se reportaron pérdidas económicas de $ 100 millones (1982 USD) en el país. En Nicaragua, Paul murieron 71 personas y causó $ 356 millones (1982 USD) en pérdidas económicas. A lo largo del sur de México, las inundaciones de la depresión precursor de Paul al otro mataron a 225 personas. Antes de la tierra en el estado de Baja California Sur, 50.000 personas fueron evacuadas. Por otra parte, las ráfagas de viento estimada en 120 mph (195 km / h) se extendió por San José del Cabo, causando daños a la propiedad y, posteriormente, dejando a 9.000 personas sin hogar. A pesar de los daños extensa, no se reportaron muertes en la estela Península de Baja California de Paul. En el norte de México, los mayores daños se produjeron 70 millas (110 kilómetros) al sur de Los Mochis en la ciudad de Guamúchil ; un total de 24 personas murieron por la tormenta en todo el estado, aunque se produjo lluvias beneficiosas sobre la región. daños Agrícola fue grave en el estado de Sinaloa, con hasta un 40 por ciento de la soja de cultivos destruidos. En total, la producción de maíz del estado se redujo en un 26 por ciento respecto al año anterior. El daño total tormenta en México ascendió a $ 4.5 mil millones (1982 MXN , $ 70 millones de dólares ). Los restos de Paul se trasladaron a los Estados Unidos, produciendo fuertes lluvias en el sur de Nuevo México y el extremo Oeste de Texas . Se observó inclemencias del tiempo tierra adentro hasta las Grandes Llanuras.

### Tormenta tropical Rosa
Una depresión tropical bien organizado formado en el Golfo de Tehuantepec el 30 de septiembre Moviéndose lentamente al noroeste, el sistema se convirtió en una tormenta tropical, alcanzando vientos máximos sostenidos de 50 mph (80 km / h) en la tarde del 2 de octubre El sistema lentamente debilitado mientras se movía al noroeste, y Rosa sacudió la costa del Pacífico de México como una depresión de disipación.

### Huracán Sergio
Una perturbación tropical se observó al suroeste de Costa Rica el 12 de octubre Hacia el oeste-noroeste, el sistema organizado en una depresión tropical a su paso por el meridiano 91° oeste a última hora del 13 de octubre y se convirtió en una tormenta tropical el 14 de octubre, ya que entró en el Golfo de Tehuantepec. Se fortaleció en huracán tarde ese día, ya que pasó de 95° W . Por la tarde del 17 de octubre de Sergio estaba empacando vientos sostenidos de 120 mph (190 km / h). Agua más fría se alcanzó poco después, y el debilitamiento comenzó. Mientras se mueve lentamente al oeste, Sergio se debilitó a tormenta tropical en la tarde del 21 de octubre y a depresión tropical la tarde del 22 de octubre El sistema se disipó cerca de 19 ° N 133 ° W en la tarde del 23 de octubre.

### Tormenta tropical Tara
Una perturbación tropical surgió frente a la costa de América Central. Giro ciclónico se señaló en la tarde del 19 de octubre, y formó una depresión tropical a 350 millas (560 kilómetros) al sur de Acapulco. El escalonamiento oeste-noroeste, el ciclón se convirtió en una tormenta tropical en la mañana del 22 de octubre los vientos máximos sostenidos aumentaron 50 mph (80 km / h) a última hora del 24 de octubre A medida que avanzaba en aguas más frías, el 25 de octubre, el sistema se debilitó a depresión tropical de la tarde, disipando esa noche cerca de 21 ° N 130 ° W. 

### Huracán Iwa
Un canal de final de temporada de baja presión se convirtió en una depresión tropical y se actualizó posteriormente en la tormenta tropical Iwa. En un primer momento, la Después de girar hacia el noreste, Iwa comenzó a intensificarse lentamente, y el 23 de noviembre de Iwa fortaleció en huracán. Iwa alcanzó vientos máximos de 90 mph (145 km / h) a última hora del 23 de noviembre de aceleración, Iwa pasa justo al norte de la isla de Kauai el 24 de noviembre Después de pasar por el grupo de islas, Iwa se deterioró rápidamente; tarde el 24 de noviembre, el huracán degeneró en una tormenta tropical. El 25 de noviembre, Iwa se convirtió en un ciclón extratropical.
Debido al rápido movimiento del huracán, oleada de la tormenta se extendió a 900 pies (275 m) hacia el interior. Un total de 5.800 personas fueron evacuadas en Kauai. Además, 44 de los 45 barcos en Port Allen hundido. El peor de los daños causados por el huracán ocurrió en Poipu y en las zonas donde no había barrera de protección de arrecifes de la costa. Los fuertes vientos del huracán Iwa dejó brevemente Kauai sin electricidad y destruyeron la mayor parte de la papaya y de ficus árboles. El huracán destruyó o dañó 3.890 casas en la isla. Los mares agitados mataron a una persona y dejaron a otros cuatro heridos en Pearl Harbor. En Oahu, el daño fue más fuerte en el lado suroeste de la isla. El paso del huracán dañado al menos 6.391 viviendas y 21 hoteles; 418 edificios, incluyendo 30 empresas, fueron destruidos en Oahu. En Niihau , 20 casas fueron destruidas y 160 sufrieron daños.
En todo el grupo de islas de Hawái, 20 personas fueron tratadas por lesiones. Se estima que 500 personas en todo Hawái quedaron sin hogar debido al huracán. En ese momento, el huracán Iwa fue la tormenta más costosa para golpear el estado, con daños por un total de $ 312 millones (1982 USD, $ 774 millones de 2017  USD ). Tres días después del huracán Iwa pasa del estado, el gobernador George Ariyoshi declaró las islas de Kauai y Niihau como zonas de desastre con el presidente Ronald Reagan después del juego el 28 de noviembre, declarando Kauai, Niihau, y Oahu como áreas de desastre. Por otra parte, dos personas murieron en un accidente de tráfico debido al mal funcionamiento de los semáforos. Diez años después de la tormenta, huracán Iniki sacudió la misma zona.

## Nombres de las Tormentas
Los siguientes nombres fueron usados para tormentas con nombre que se formaron en el Pacífico Oriental en 1982. Los nombres Sin oriental del Pacífico se dieron de baja, por lo que se utilizó de nuevo en la temporada de 1988. Esta es la misma lista utilizada en la temporada de 1978, a excepción de Fabio, que sustituyó Fico. Una tormenta fue nombrado Fabio por primera vez en 1982. Los nombres que no fueron asignados están marcados en gris .
| - Aletta - Bud - Carlotta - Daniel - Emilia - Fabio - Gilma | - Héctor - Iva - John - Kristy - Lane - Miriam - Norman | - Olivia - Paul - Rosa - Sergio - Tara - Vicente (sin usar) - Willa (sin usar) |

Se utilizaron cuatro nombres de la lista del Pacífico Central - Akoni, Ema, Hana, y Iwa . Este fue el primer uso de todos estos nombres.
| - Akoni - Keli (sin usar) | - Ema - Lala (sin usar) | - Hana - Moke (sin usar) | - Iwa - Nele (sin usar) |

Con cuatro nombres que se usan, en esta temporada el récord de tormentas más nombradas se forman en el Pacífico Central, hasta que fue superada por la temporada 2015.

### Nombres Retirados
Un nombre fue retirado de la lista del Pacífico Central después de la temporada 1982, Iwa . Fue reemplazado por Io (que fue cambiado posteriormente a Iona antes de su uso). Iwa es uno de los cuatro nombres del Pacífico Central de haber sido retirados.